# 마누엘라 디 첸타
마누엘라 디 첸타(이탈리아어: Manuela Di Centa, 1963년 1월 31일~)는 이탈리아의 은퇴한 크로스컨트리 스키 선수이다.

## 경력
디 첸타는 우디네현 팔루차에서 태어났으며 1980년에 17세의 나이로 이탈리아 대표팀에 발탁되었다. 처음으로 출전한 세계 선수권 대회인 1982년 세계 선수권 대회에서 5km 부문 8위를 했다. 이후 이탈리아 동계 스포츠 연맹 회장 아리고 가타이와의 분쟁으로 인해 대표팀을 떠났고, 1986년에 와서야 복귀했다.
1988년 캘거리에서 열린 1988년 동계 올림픽 20km 프리 부문에서 6위를 기록했다. 1991년 발디피엠메에서 열린 1991년 세계 선수권 대회에서 처음으로 국제 대회 메달을 땄다. 이후 1992년 동계 올림픽 20km 자유형에서 동메달을 획득했고, 1993년 팔룬에서 열린 1993년 세계 선수권 대회에서 은메달을 2개 획득했다.
1994년 릴레함메르에서 열린 1994년 동계 올림픽에서 메달 5개를 획득했다.
은퇴 후 이탈리아 방송 협회(RAI)에서 근무했으며 이탈리아 국가 올림픽 위원회와 국제 올림픽 위원회 위원을 지냈다.

## 같이 보기
- 올림픽 이탈리아 선수단